# コリン・クルックス
コリン・ジェームズ・クルックス（英語: Colin James Crooks LVO、朝鮮語: 콜린 제임스 크룩스、中国語: 郭科林, 1969年2月18日 - ）は、イギリスの外交官、大使。

## 外交経歴
1992年、英外務省に入省。1993年から1995年にかけて朝鮮語の訓練を受ける。1995年から1999年にかけて在大韓民国英国大使館二等書記官、のちに一等書記官。その後、ロンドンでの本省勤務を経て、2002年から2006年にかけて在アメリカ合衆国英国大使館一等書記官。2008年には、一時的に在朝鮮民主主義人民共和国臨時代理大使を務めた。帰国後、本省にて対北朝鮮上級政策顧問など。2011年から2015年にかけて在インドネシア欧州連合代表部外交序列第二位、のちに臨時代理大使。2015年から2018年にかけて、在中華人民共和国英国大使館公使参事官。

## 駐朝大使として
2018年7月、アラステア・モーガン駐朝大使の後任として、クルックスが次期大使に任命される。同年12月10日、共和国の首都平壌に赴任。2019年1月3日には、平壌の楽園百貨店で藤本健二が経営する日本料理屋「たかはし」を訪問している。2019年1月24日に万寿台議事堂で最高人民会議常任委員会の金永南委員長に信任状を捧呈し、駐朝大使として正式に着任した。
2020年2月に新型コロナウイルスが世界的に流行したことを受けた共和国政府の措置により、クルックス大使は他国と共同で利用している大使館の敷地内で軟禁状態に置かれたが、2020年3月9日に駐朝各国外交官を乗せて平壌を発ったロシア領ウラジオストク行きの飛行機には搭乗せず、引き続き共和国に駐箚していた。しかし、同年5月27日、新型コロナウイルス対策のため採られている厳格な制限を理由に駐朝大使館を閉鎖した上で、クルックス大使を含む英国人外交官全員が共和国を脱出した。2022年からは在韓国大使を務めている。